# Faktaresistens
Faktaresistens är ett förhållningssätt som innebär att man inte låter sig påverkas av fakta som talar emot ens egen uppfattning. En ovilja att acceptera en sanning trots att det finns bevis för den. Den egna uppfattningen grundas i stället på konspirationsteorier eller på vad människor med liknande intressen och åsikter sprider på till exempel olika internetforum. Faktaresistens uppstår ofta i den företeelse som kallas för "ekokammare" eller "filterbubbla".
Faktaresistens är vanligt även på internet. En stor forskarstudie som genomfördes bland amerikanska facebookanvändare under en femårsperiod visade att endast en liten andel av dem som bestämt sig för att tro på felaktiga påståenden (från ekokammare eller filterbubblor) var benägna att ändra åsikt när de konfronterades med korrekta fakta. Det är ett vanligt problem att en fast övertygelse är svår att ändra. I en undersökning från Harvard University visade det sig att vissa av deltagarna fortsatte att tro på ett påstående trots att de blivit informerade om att det inte stämde. Detta fenomen kallas åsiktsuthållighet eller kognitivt framhärdande. Det har även gjorts experiment som visat att när sanningshalten i ett påstående korrigerats för experimentdeltagarna ledde det till att deras ursprungliga övertygelse förstärktes ytterligare.
När det gäller att ta del av fakta som talar emot ens egen uppfattning finns det också en skillnad mellan vad man tror om sig själv respektive andra. Enligt en undersökning genomförd under 2019 sa 16 procent av svenska befolkningen att de undviker information som talar emot deras åsikter, men 63 procent av svenska befolkningen trodde att andra undviker sådan information.